# Oberelkofen
Oberelkofen ist ein Ortsteil der Stadt Grafing bei München im oberbayerischen Landkreis Ebersberg. Das Kirchdorf liegt circa zwei Kilometer südlich von Grafing. Oberelkofen wurde als Teil von Elkofen im Jahr 1978 nach Grafing bei München eingemeindet.

## Baudenkmäler
Siehe auch: Liste der Baudenkmäler in Grafing bei München#Oberelkofen
- St. Martin (Oberelkofen)

## Haltepunkt
Oberelkofen war seit Erbauung der Bahnstrecke München–Rosenheim mit dem Haltepunkt Elkofen an der Strecke angeschlossen. Die Deutsche Bundesbahn machte Anfang Februar 1982 ihre Absicht bekannt, den Haltepunkt zum Fahrplanwechsel im Mai selben Jahres stillzulegen. Zahlreiche Bittschreiben lokaler Politiker mit dem Ziel, den Haltepunkt zu erhalten, blieben ergebnislos. Nachdem Anstöße der Stadt Grafing zusammen mit dem Kreis Ebersberg zu Verhandlungen mit der Bundesbahn scheiterten, versuchten sie im Mai 1982, vorläufigen Rechtsschutz für den Weiterbetrieb des Haltepunkts vor Gericht zu erlangen. Das zuständige Verwaltungsgericht lehnte diesen Antrag im Juni selben Jahres ab. Stadt und Kreis legten auch vor der nächsthöheren Instanz, dem Verwaltungsgerichtshof, Beschwerde ein, auch diese blieb erfolglos; ein Hauptgerichtsverfahren fand nicht statt. Die Stilllegung des Haltepunkts am 22. Mai 1982 hatte also Bestand. Das zuletzt leerstehende Empfangsgebäude des Haltepunkts wurde im Dezember 1982 abgerissen.